# Envenenamiento por organofosforados
Los organofosforados (OF) se usan como insecticidas, medicamentos y agentes nerviosos. Los síntomas incluyen aumento de la producción de lágrimas y saliva, diarrea, vómitos, miosis, sudoración, temblores musculares y confusión. Si bien el inicio de los síntomas suele ser de minutos a horas, algunos síntomas pueden tardar semanas en aparecer.  Los síntomas pueden durar de días a semanas.
El envenenamiento por organofosforados ocurre más comúnmente como un intento de suicidio en áreas agrícolas del mundo en desarrollo y menos comúnmente por accidente. La exposición puede ser por beber, inhalar los vapores o la exposición de la piel. El mecanismo subyacente implica la inhibición de la acetilcolinesterasa (AChE), lo que lleva a la acumulación de acetilcolina (ACh) en el cuerpo. El diagnóstico generalmente se basa en los síntomas y puede confirmarse midiendo la actividad de la butirilcolinesterasa en la sangre. La intoxicación por carbamato puede presentarse de manera similar.
Los esfuerzos de prevención incluyen la prohibición de tipos muy tóxicos de organofosforados. Entre los que trabajan con pesticidas, también es útil usar ropa protectora y ducharse antes de ir a casa. En los pacientes con envenenamiento por organofosfato, los tratamientos primarios son la atropina, las oximas, como la pralidoxima y el diazepam. También se recomiendan medidas generales, como oxígeno y líquidos intravenosos. Los intentos de descontaminar el estómago, con carbón activado u otros medios, no han demostrado ser útiles. Si bien existe un riesgo teórico de que los trabajadores de la salud se encarguen de que una persona envenenada se envenene a sí misma, el riesgo parece ser muy pequeño.
Los OF son una de las causas más comunes de envenenamiento en todo el mundo. Hay casi 3 millones de envenenamientos por año que resultan en doscientas mil muertes. [3] Como resultado, alrededor del 15% de las personas que están envenenadas mueren. Se ha reportado envenenamiento por organofosfato al menos desde 1962.

## Signos y síntomas
Los síntomas del envenenamiento por organofosforados incluyen debilidad muscular, fatiga, calambres musculares, fasciculación y parálisis. Otros síntomas incluyen hipertensión e hipoglucemia.
La sobreestimulación de los receptores nicotínicos de acetilcolina en el sistema nervioso central, debido a la acumulación de ACh, produce ansiedad, dolor de cabeza, convulsiones, ataxia, depresión de la respiración y la circulación, temblor, debilidad general y potencialmente coma. Cuando hay expresión de una sobreestimulación muscarínica debida a un exceso de acetilcolina en receptores de acetilcolina muscarínicos, los síntomas de trastornos visuales, opresión en el pecho, sibilancias debido a broncoconstricción, aumento de las secreciones bronquiales, aumento de la salivación, lagrimeo, sudoración, peristalsis y micción pueden ocurrir.
Los efectos de la intoxicación por organofosfato en los receptores muscarínicos se recuerdan mediante el uso del mnemónico SLUDGEM (salivación, lagrimeo, micción, defecación, motilidad gastrointestinal, emesis, miosis)  Un mnemónico adicional es MUDOS, miosis, micción, diarrea, diaforesis, reacciones, y salivación.
El inicio y la gravedad de los síntomas, ya sean agudos o crónicos, dependen de la sustancia química específica, la ruta de exposición (piel, pulmones o tracto GI), la dosis y la capacidad de los individuos para degradar el compuesto, que el nivel de enzima PON1 afectar.